# Saison 2022 de l'équipe cycliste féminine Jumbo-Visma
La saison 2022 de l'équipe féminine Jumbo-Visma est la deuxième de la formation. Coryn Labecki est la principale recrue.
Marianne Vos est septième des Strade Bianche, puis seconde de Gand-Wevelgem au sprint. Elle remporte deux étapes du Tour d'Italie et du Tour de France. Elle remporte avec la manière l'Open de Suède Vårgårda, mais est disqualifiée pour l'usage d'une position interdite sur quelques mètres. Elle gagne ensuite quatre étapes du Tour de Scandinavie. Riejanne Markus est deuxième du Bloeizone Fryslân Tour, elle remporte le titre national sur route aux Pays-Bas, finit troisième des championnats d'Europe du contre-la-montre et quatrième du Simac Ladies Tour. Amber Kraak est deuxième du Grand Prix de Plouay. Anna Henderson remporte le prologue du Festival Elsy Jacobs. Karlijn Swinkels est troisième du Simac Ladies Tour. En partie à cause de son déclassement à l'Open de Suède Vårgårda, Marianne Vos termine à la vingt-quatrième place du classement UCI et à la dix-septième du World Tour. Jumbo-Visma est dixième du classement par équipes UCI et septième de celui World Tour.

## Préparation de la saison

### Arrivées et départs

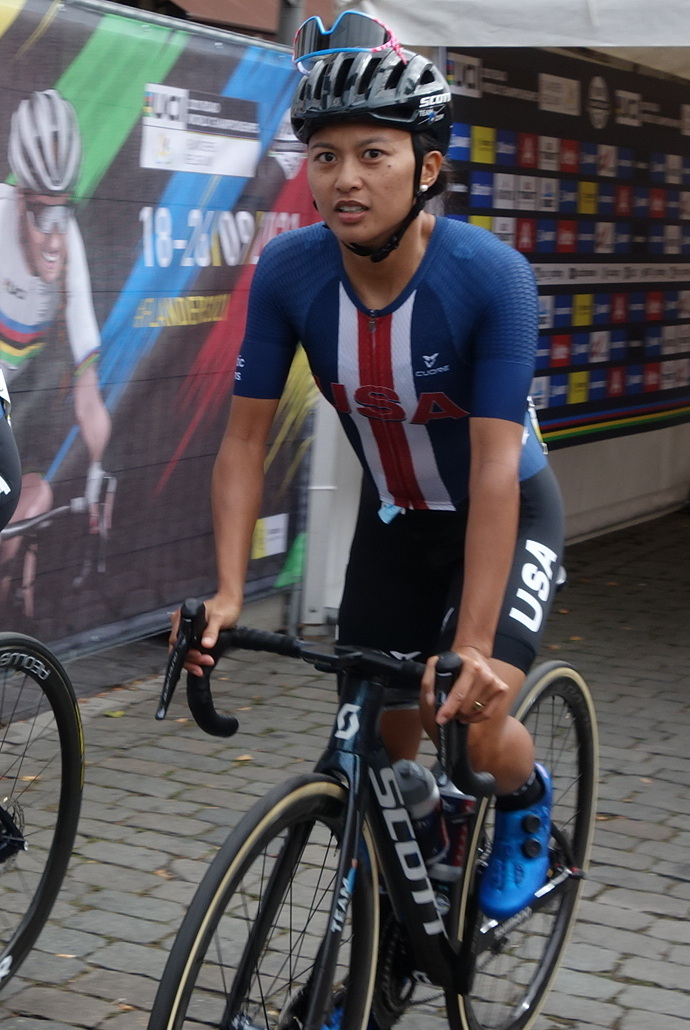
Coryn Labecki (Rivera), en 2021, est la principale recrue

L'équipe enregistre l'arrivée de la sprinteuse-puncheuse Coryn Labecki (Rivera), ainsi que de deux néo-professionnelles et de Noemi Rüegg. 
Au niveau des départs, Pernille Mathiesen part, tout comme Julie Van de Velde et Nancy van der Burg.
| Arrivées       | Équipe 2021                       |
| -------------- | --------------------------------- |
| Amber Kraak    | Néo-professionnelle               |
| Coryn Labecki  | DSM                               |
| Linda Riedmann | Néo-professionnelle               |
| Noemi Rüegg    | Stade-Rochelais-Charente-Maritime |

| Départs            | Équipe 2022  |
| ------------------ | ------------ |
| Pernille Mathiesen | Cofidis      |
| Julie Van de Velde | Plantur-Pura |
| Nancy van der Burg |              |

### Effectifs
| Effectif 2022                              | Effectif 2022     | Effectif 2022 | Effectif 2022                            |
| Cycliste                                   | Date de naissance | Pays          | Équipe précédente                        |
| ------------------------------------------ | ----------------- | ------------- | ---------------------------------------- |
| Teuntje Beekhuis                           | 18 août 1995      | Pays-Bas      | Lotto Soudal Ladies (2020)               |
| Anna Henderson                             | 14 novembre 1998  | Royaume-Uni   | Sunweb (2020)                            |
| Romy Kasper                                | 5 mai 1988        | Allemagne     | Parkhotel Valkenburg (2020)              |
| Anouska Koster                             | 20 août 1993      | Pays-Bas      | Parkhotel Valkenburg (2020)              |
| Amber Kraak                                | 29 juillet 1994   | Pays-Bas      |                                          |
| Riejanne Markus                            | 1 septembre 1994  | Pays-Bas      | CCC-Liv (2020)                           |
| Linda Riedmann                             | 23 mars 2003      | Allemagne     |                                          |
| Coryn Labecki                              | 26 août 1992      | États-Unis    | Team DSM (2021)                          |
| Noemi Rüegg                                | 19 avril 2001     | Suisse        | Stade Rochelais Charente-Maritime (2021) |
| Aafke Soet                                 | 23 novembre 1997  | Pays-Bas      | Ceratizit-WNT Pro Cycling (2020)         |
| Karlijn Swinkels                           | 28 octobre 1998   | Pays-Bas      | Parkhotel Valkenburg (2020)              |
| Jip van den Bos                            | 12 avril 1996     | Pays-Bas      | Boels Dolmans (2020)                     |
| Marianne Vos                               | 13 mai 1987       | Pays-Bas      | CCC-Liv (2020)                           |
|                                            |                   |               |                                          |
| Sources : ProCyclingStats Cycling Archives |                   |               |                                          |

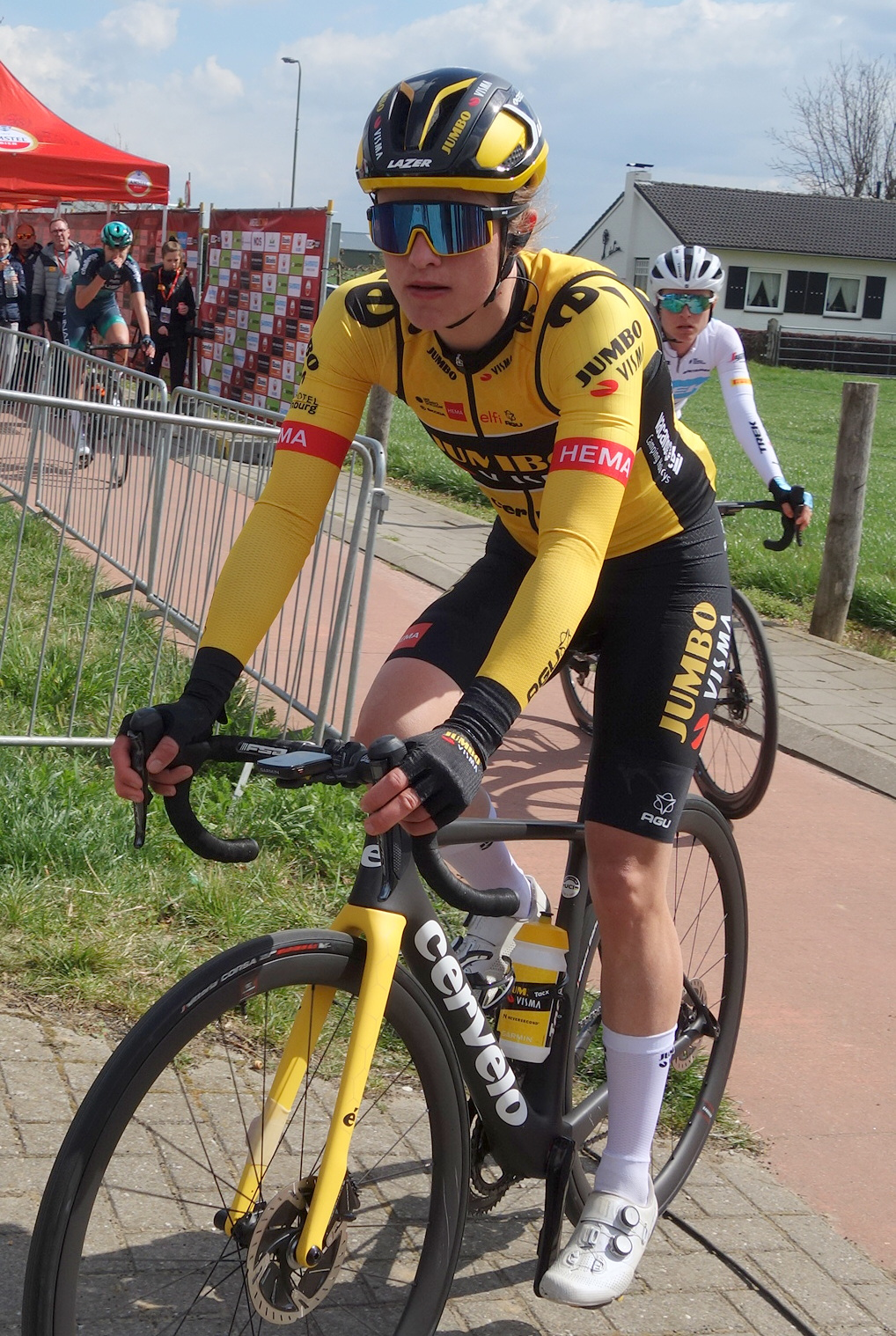
Teuntje Beekhuis
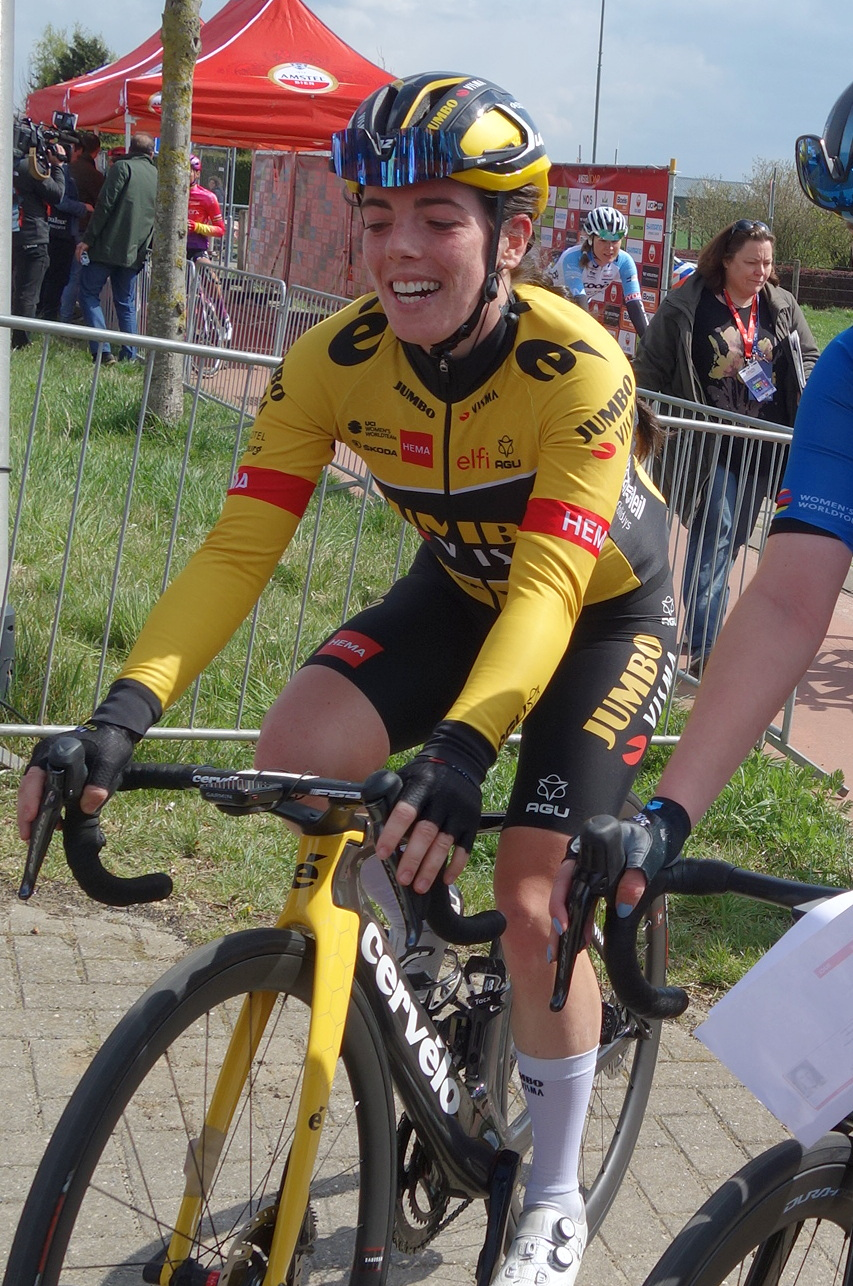
Anna Henderson
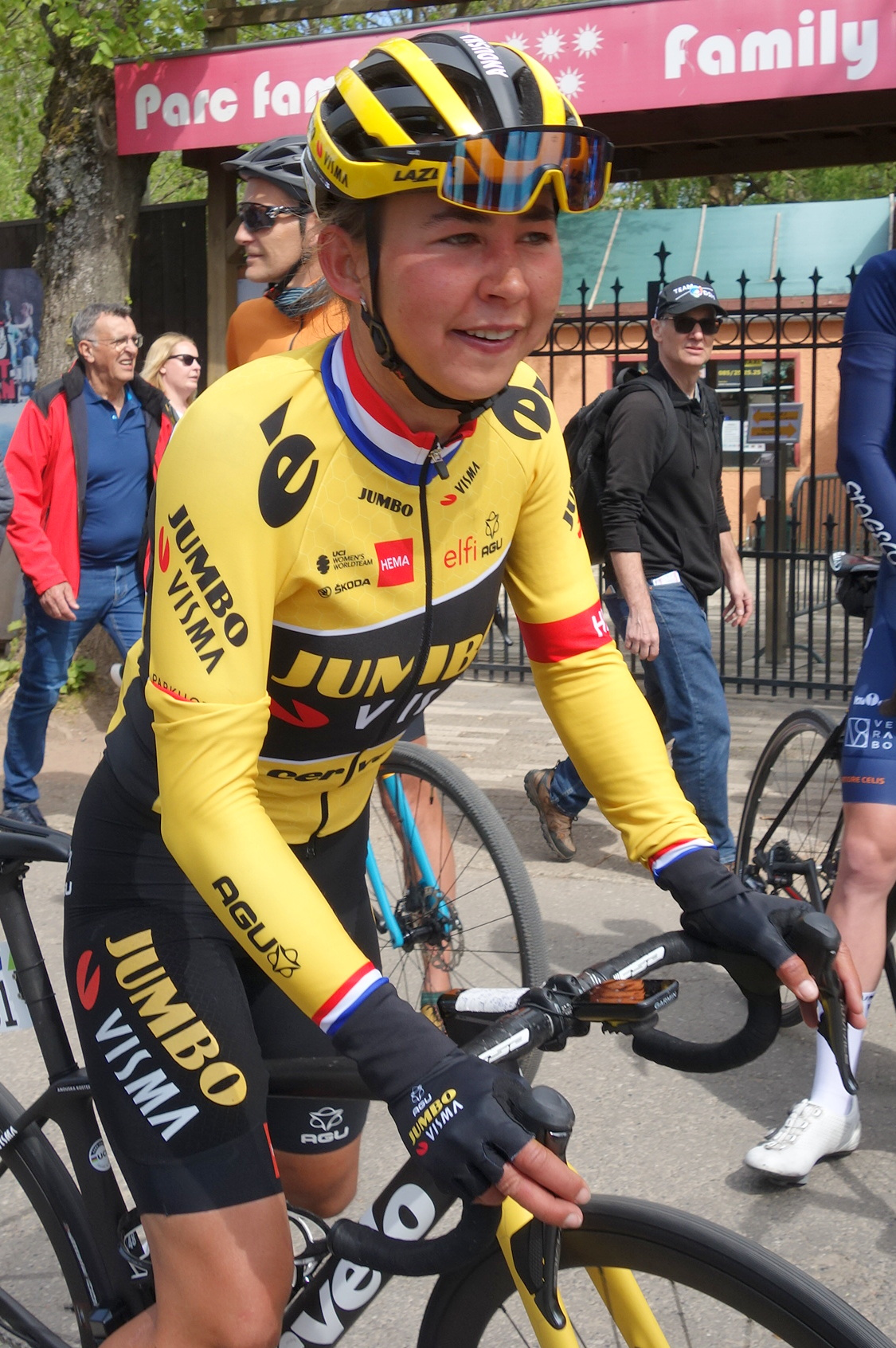
Anouska Koster
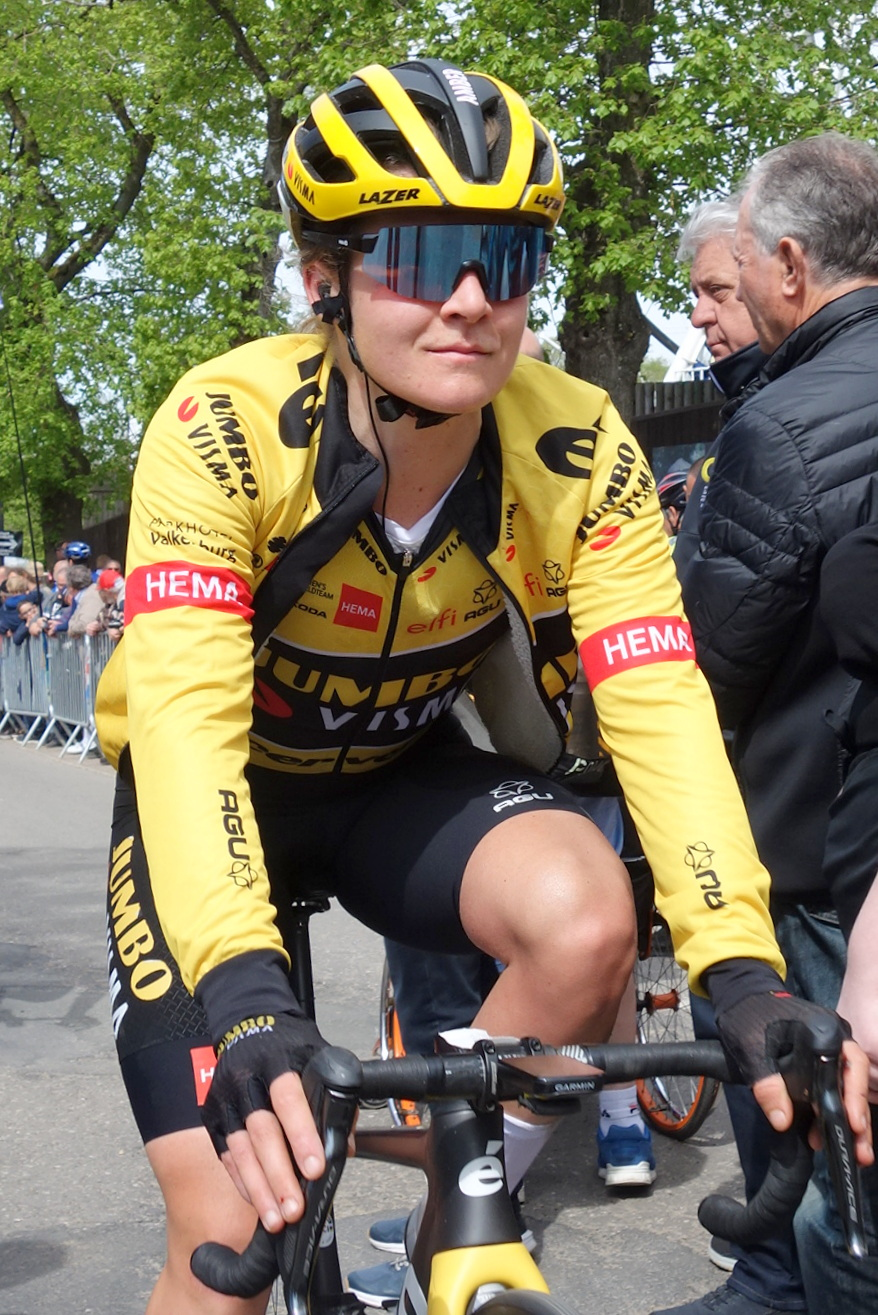
Amber Kraak
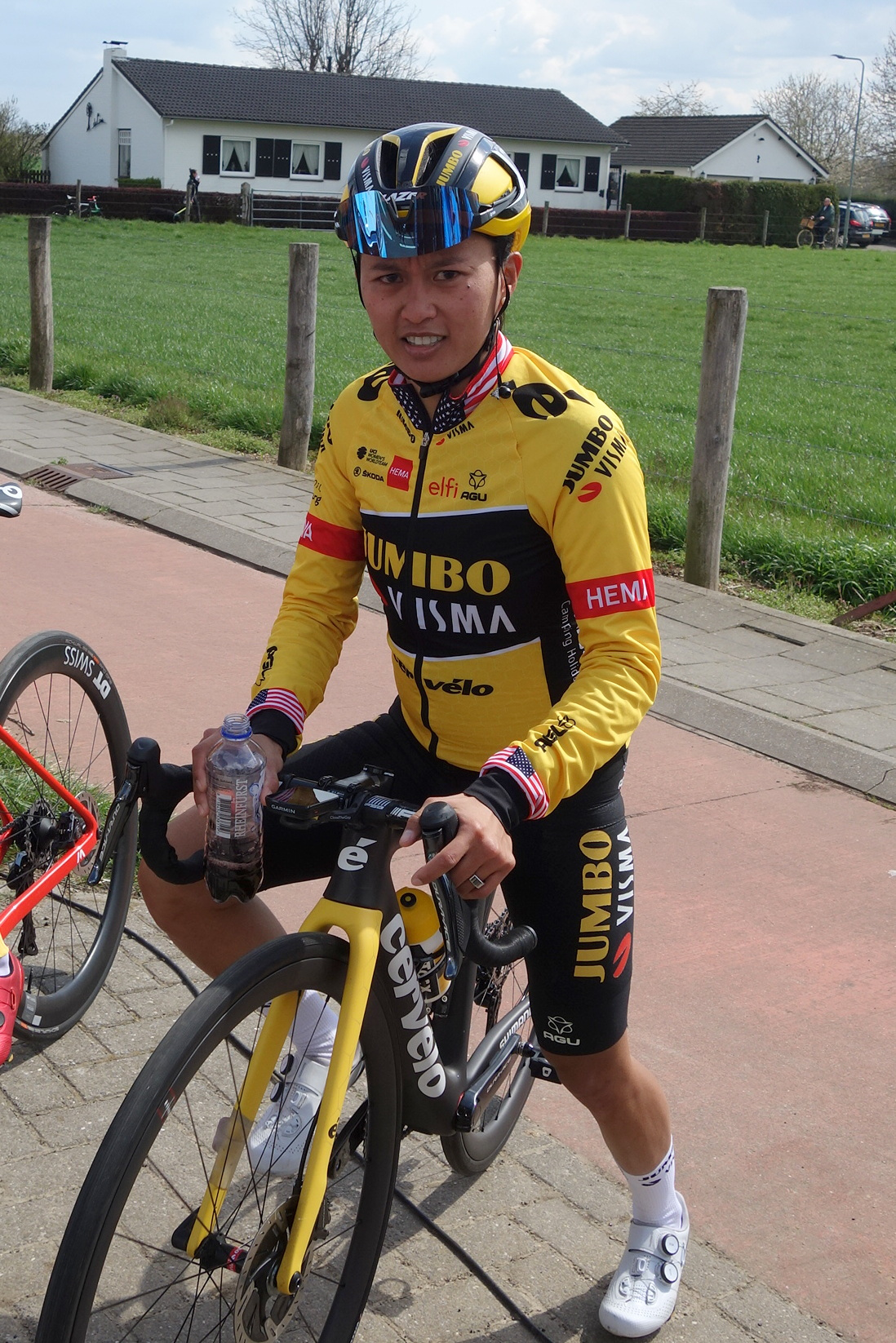
Coryn Labecki
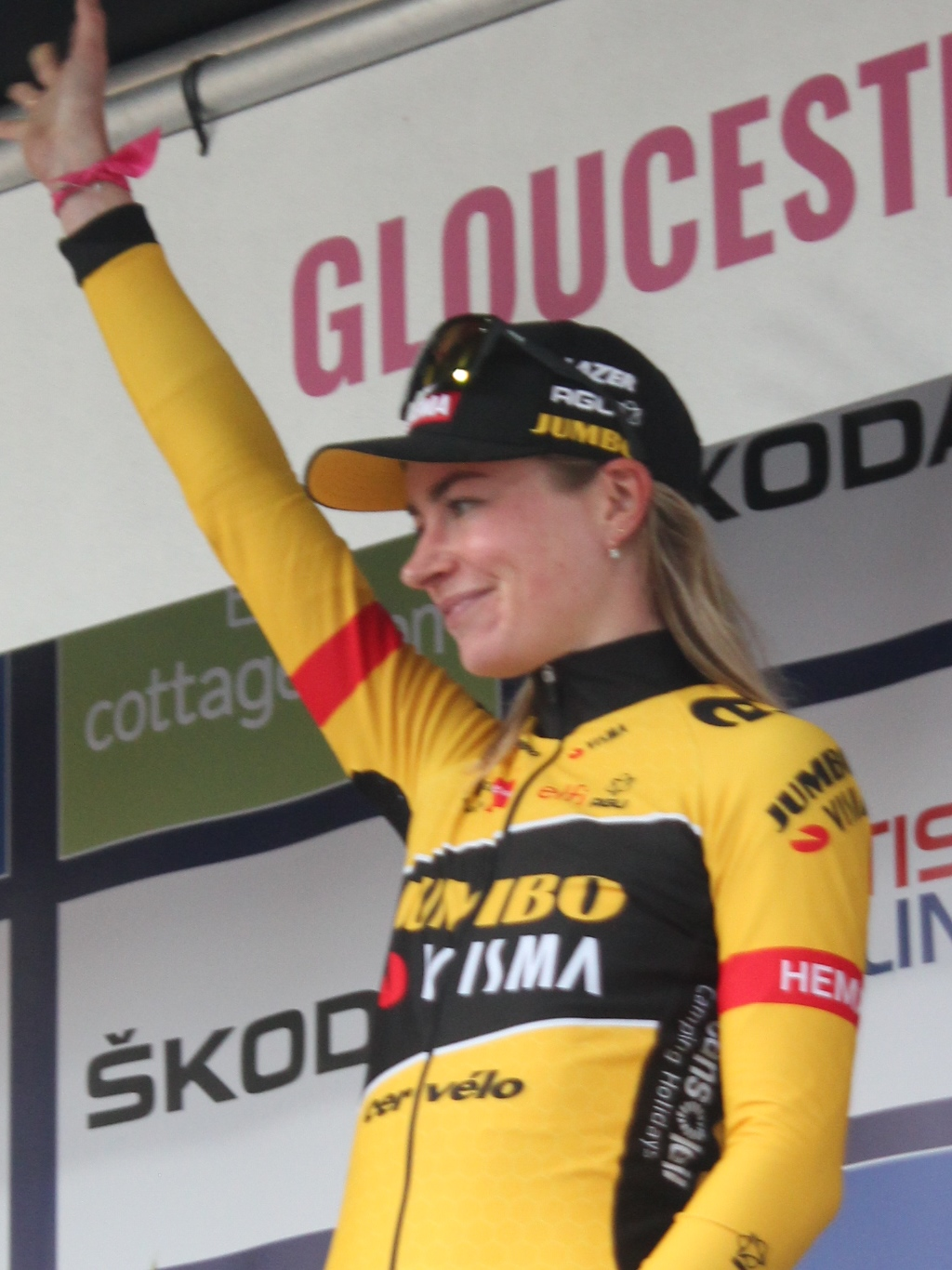
Riejanne Markus
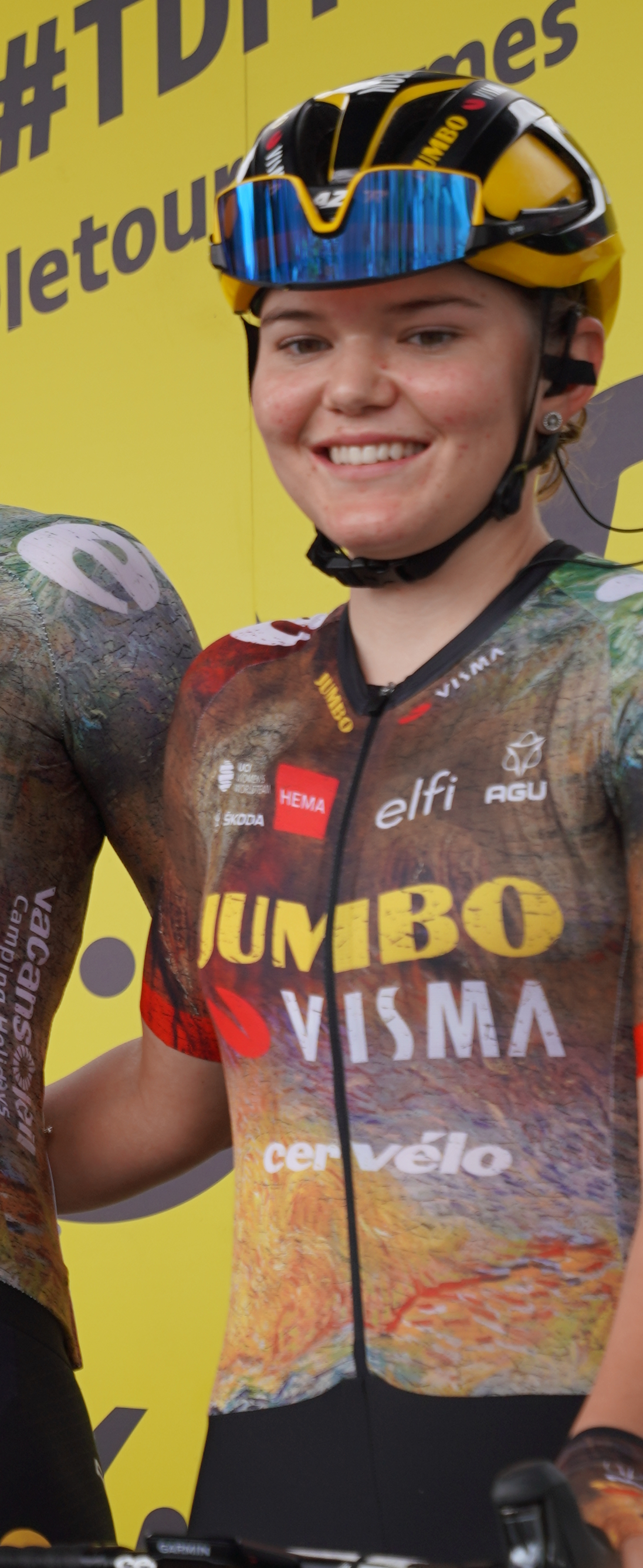
Noemi Rüegg
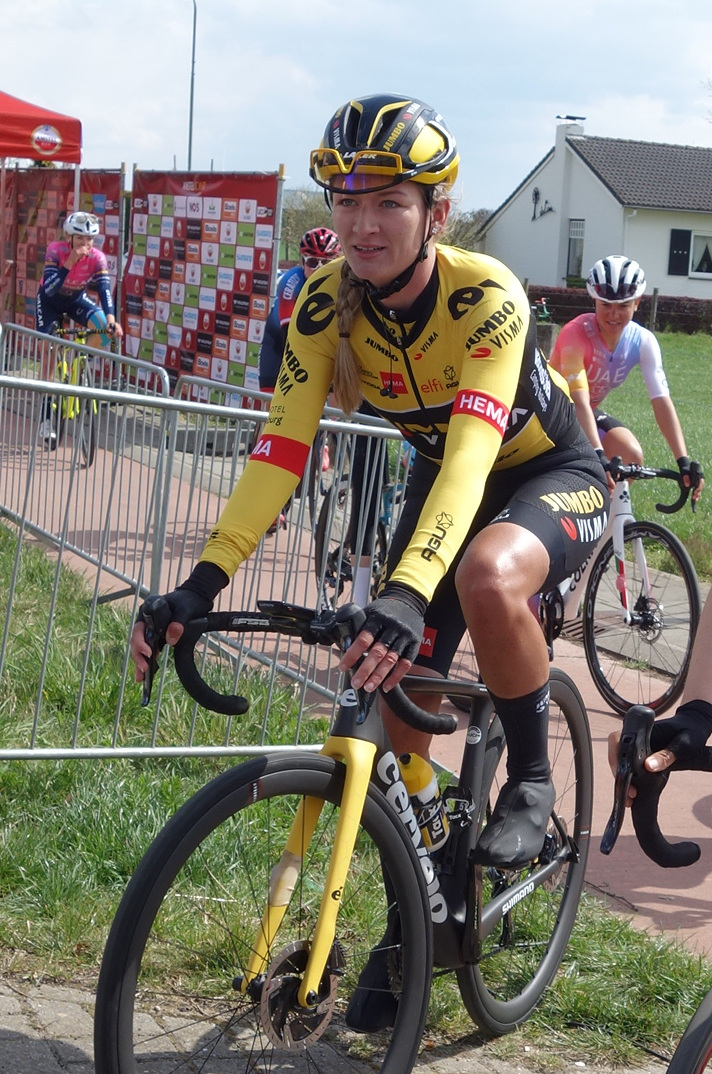
Karlijn Swinkels

### Encadrement
Esra Tromp est la directice générale et Lieselot Decroix la directrice sportive de l'équipe. Ses adjoints sont Carmen Small et Marieke van Wanroij.

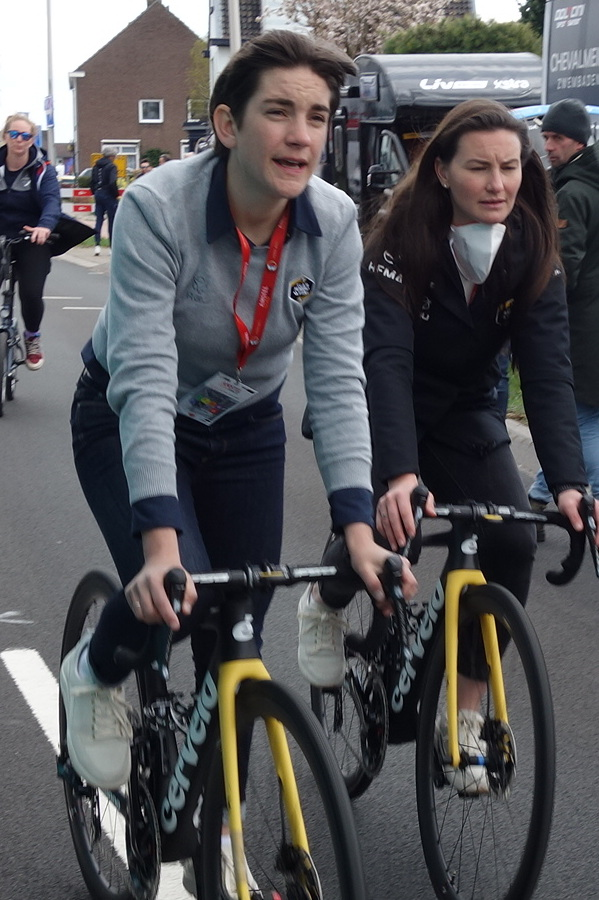
Lieselot Decroix
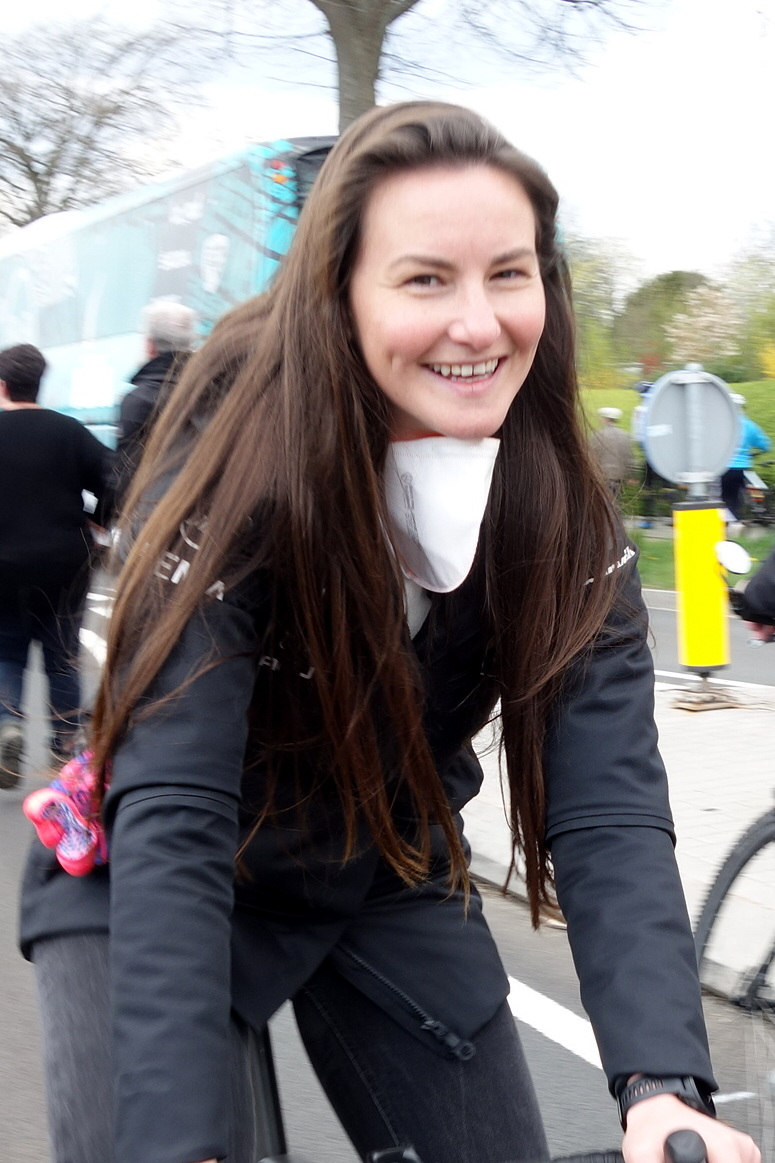
Esra Tromp

## Déroulement de la saison

### Janvier-février
Marianne Vos remporte le championnat des Pays-Bas de cyclo-cross après un long duel contre Lucinda Brand. Elle remporte ensuite la Coupe du monde d'Hoogerheide. Aux États-Unis, elle devient pour la huitième fois de sa carrière championne du monde de cyclo-cross, à l'issue d'un duel serré avec sa compatriote et tenante du titre Lucinda Brand. Elle décroche ainsi son premier titre dans la discipline depuis 2014, seize ans après sa première victoire en 2006.
À la Setmana Ciclista Valenciana, Anouska Koster est troisième du sprint de la première étape. Elle attaque lors de la troisième étape, mais sans succès. 	Karlijn Swinkels est septième de la quatrième étape. Elle remporte le classement des sprints. 
Au Circuit Het Nieuwsblad, dans le Leberg, Marlen Reusser attaque. Elle est suivie par Ellen van Dijk, Anna Henderson et Liane Lippert. Elles obtiennent une minute d'avance, mais sont reprises dans le mur de Grammont. Anna Henderson se classe septième. 

### Mars
Au Bloeizone Fryslân Tour, Riejanne Markus est deuxième du prologue sept secondes derrière Ellen van Dijk. Cela lui permet de conclure l'épreuve à la deuxième place.
Aux Strade Bianche, Marianne Vos reste parmi les favorites. Elle prend la septième place. Au Tour de Drenthe, à trente-trois kilomètres du but, un groupe avec Jip van den Bos sort.  Il est repris. À onze kilomètres de la ligne, Anouska Koster part à son tour avec d'autres. Koster tente ensuite de partir seule à deux reprises. La seconde fois, seule Roy parvient à suivre à distance. Les trois autres sont reprises. Koster n'est rejointe que dans les cinq cents derniers mètres. Jip van den Bos se classe neuvième.
Au Trofeo Alfredo Binda-Comune di Cittiglio, Coryn Labecki suit les meilleures et prend la sixième place du sprint. À Gand-Wevelgem, entre le Baneberg et le Monteberg, Lotte Kopecky, Katarzyna Niewiadoma, Anna Henderson et Liane Lippert s'échappent. Après le mont Kemmel, elles sont rejointes par Marta Cavalli, Marlen Reusser et Coryn Labecki. Un regroupement général a lieu à quarante-quatre kilomètres du but. La course se conclut au sprint. Elisa Balsamo s'impose devant Marianne Vos. Sur À travers les Flandres, après Nokereberg, un groupe de six poursuivantes avec Anouska Koster sort. Il est repris à quinze kilomètres de l'arrivée. Karlijn Swinkels est dixième.

### Avril

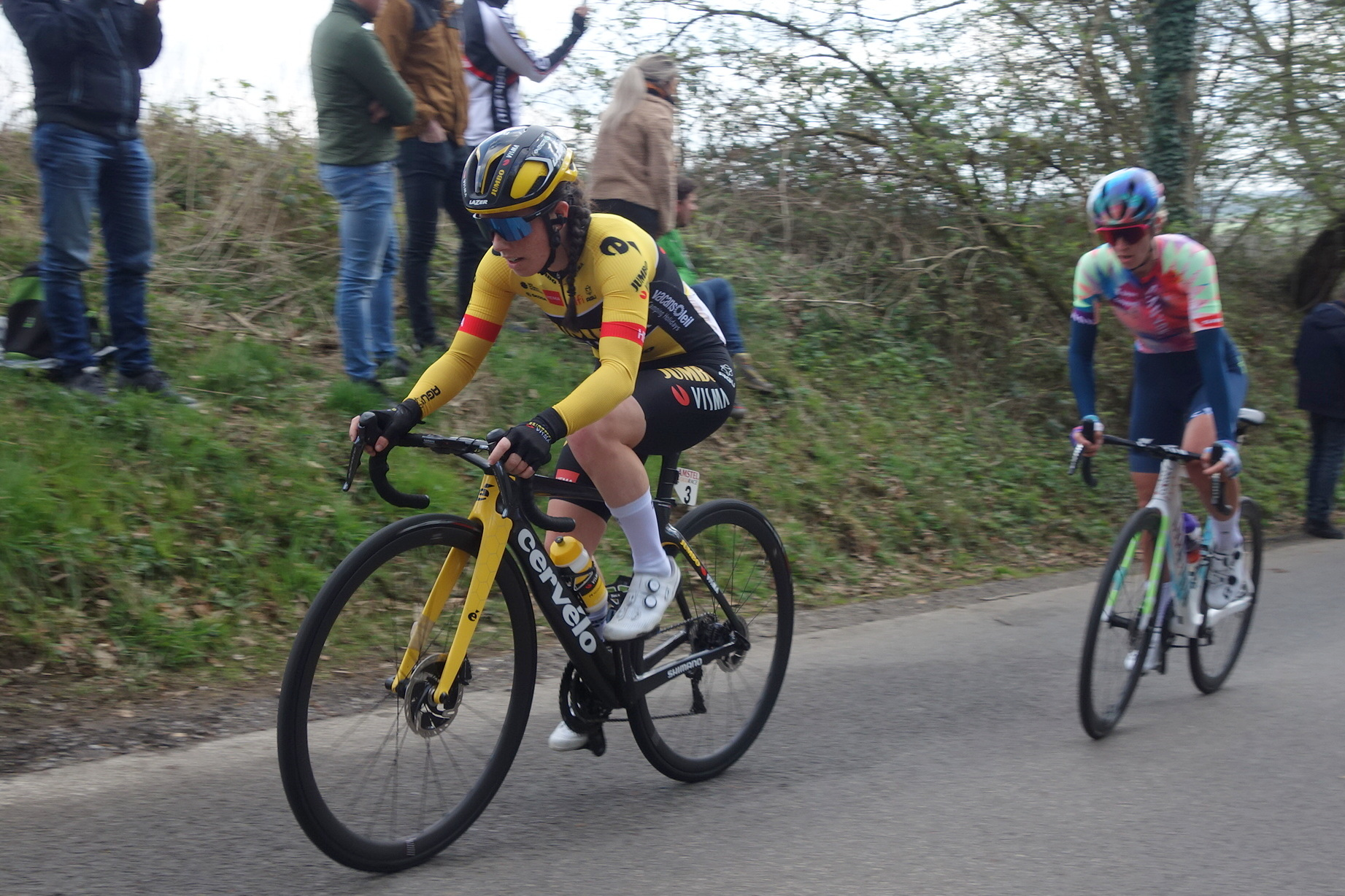
Anna Henderson à l'Amstel Gold Race

Au Tour des Flandres, après le Taaienberg, Anna Henderson fait partie du groupe de poursuite. Dans le vieux Quaremont, Van Vleuten ressort avec Kopecky, Chantal Van den Broek-Blaak et Henderson. Ces différents groupes fusionnent avec le Paterberg. Anna Henderson semble lachée à ce point-là. Marianne Vos est la mieux classée à la vingtième place. À l'Amstel Gold Race, à quatre-vingt-cinq kilomètres de l'arrivée, Anna Henderson et Pauliena Rooijakkers sortent. Elles emmènent avec elles huit autres favorites. Dans la deuxième ascension du Cauberg, un regroupement général a lieu. Coryn Labecki est neuvième.
Marianne Vos est contrainte de renoncer à Paris-Roubaix le matin même de l'épreuve en raison d'un test positif au SARS-CoV-2. Teuntje Beekhuis est quatorzième de la course. À la Flèche wallonne, Anouska Koster fait partie de l'échappée. Au pied de la côte de Cherave. Kastelijn puis Koster sortent. Une attaque de Niamh Fisher-Black les reprend néanmoins.

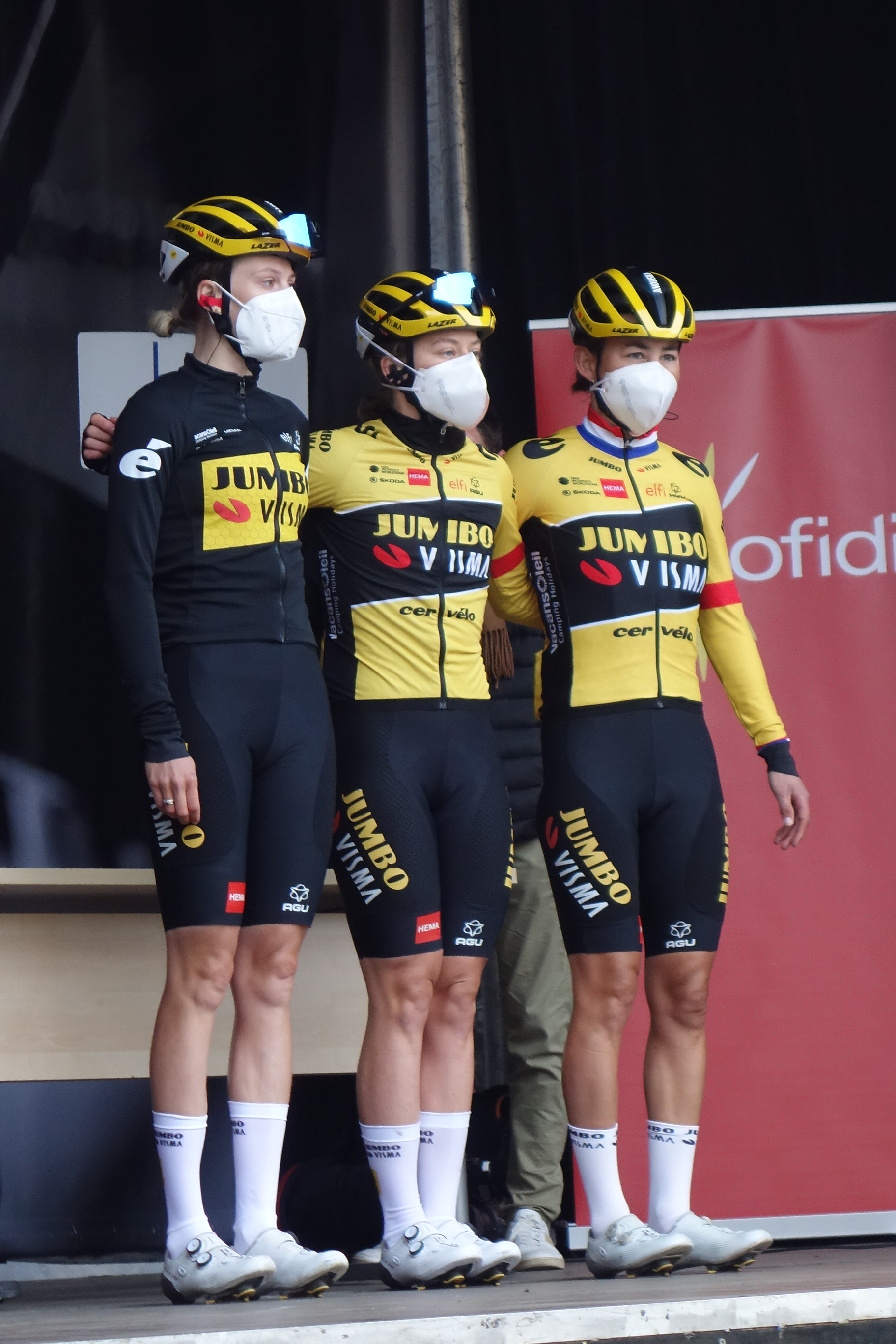
Au départ de la Flèche wallonne

Au Festival Elsy Jacobs, Anna Henderson remporte le prologue devant Demi Vollering. Karlijn Swinkels est quatrième et Jip van den Bos sixième. Anna Henderson tente de sortir dans la deuxième étape, mais sans succès. Karlijn Swinkels est troisième de l'étape, devancée au sprint par Marta Bastianelli. Elle est également sixième du classement général final.

### Mai
À Veenendaal-Veenendaal Classic, Karlijn Swinkels et Gladys Verhulst s'échappent. Elles se départagent au sprint et cette dernière s'impose.
À RideLondon-Classique, sur la première étape, Anna Henderson, locale de l'étape, attaque à quarante-trois kilomètres de l'arrivée, après le sprint intermédiaire. Elle est reprise dans les deux cents derniers mètres de la course. Coryn Labecki est huitième du sprint de la dernière étape. Anna Henderson gagne le classement des monts.

### Juin
Au Women's Tour, Coryn Labecki chute avec Lorena Wiebes dans la première étape. Elle est cinquième le lendemain. Sur la troisième étape, Riejanne Markus sort seule dans les premiers kilomètres de l'étape. Elle a jusqu'à une minute quarante d'avance. Juste après le Worral Hill, Christine Majerus et Gladys Verhulst sortent du peloton et rejoignent Markus aux environs de la mi-étape. Dans la côte de Speech House, Verhulst est distancée. Dans la montée de Cinderford, l'échappée est reprise. Coryn Labecki est troisième du sprint. Sur l'étape suivante, six coureuses se détachent dans la côte d'Hirnant Bank. Riejanne Markus et trois autres coureuses reviennent par la suite. Elle ne suit pas l'attaque de Grace Brown, Elisa Longo Borghini et Katarzyna Niewiadoma. Elle est quatrième. Elle est septième de l'arrivée en haut de la Black Mountain.
Aux championnats des Pays-Bas sur route, Riejanne Markus est échappée avec Shirin van Anrooij et la devance au sprint. Elle est également troisième du contre-la-montre. Anouska Koster est quatrième du chrono.

### Juillet
Au Tour d'Italie, Riejanne Markus est huitième du contre-la-montre inaugural et Anouska Koster dixième. Sur la deuxième étape, Marianne Vos est devancée par Elisa Balsamo au sprint,. L'étape suivante se conclut également au sprint, et elle lève cette fois les bras,. Elle se classe troisième de la cinquième étape. Dans la sixième étape, Juliette Labous attaque sur le plat qui suit la descente de la côte de San Pantaleone. Elle est suivie par Kristen Faulkner, Anouska Koster et Niamh Fisher-Black. Le peloton les reprend avant le sprint intermédiaire. Marianne Vos résiste aux attaques dans le difficile final pour s'imposer. Alors porteuse du maillot cyclamen, elle est non-partante le lendemain avec le début de la montagne. Lors de la huitième étape, Anouska se montre active. Elle fait également partie de l'échappée sur la neuvième étape. 	Karlijn Swinkels est sixième du sprint de la dernière étape.

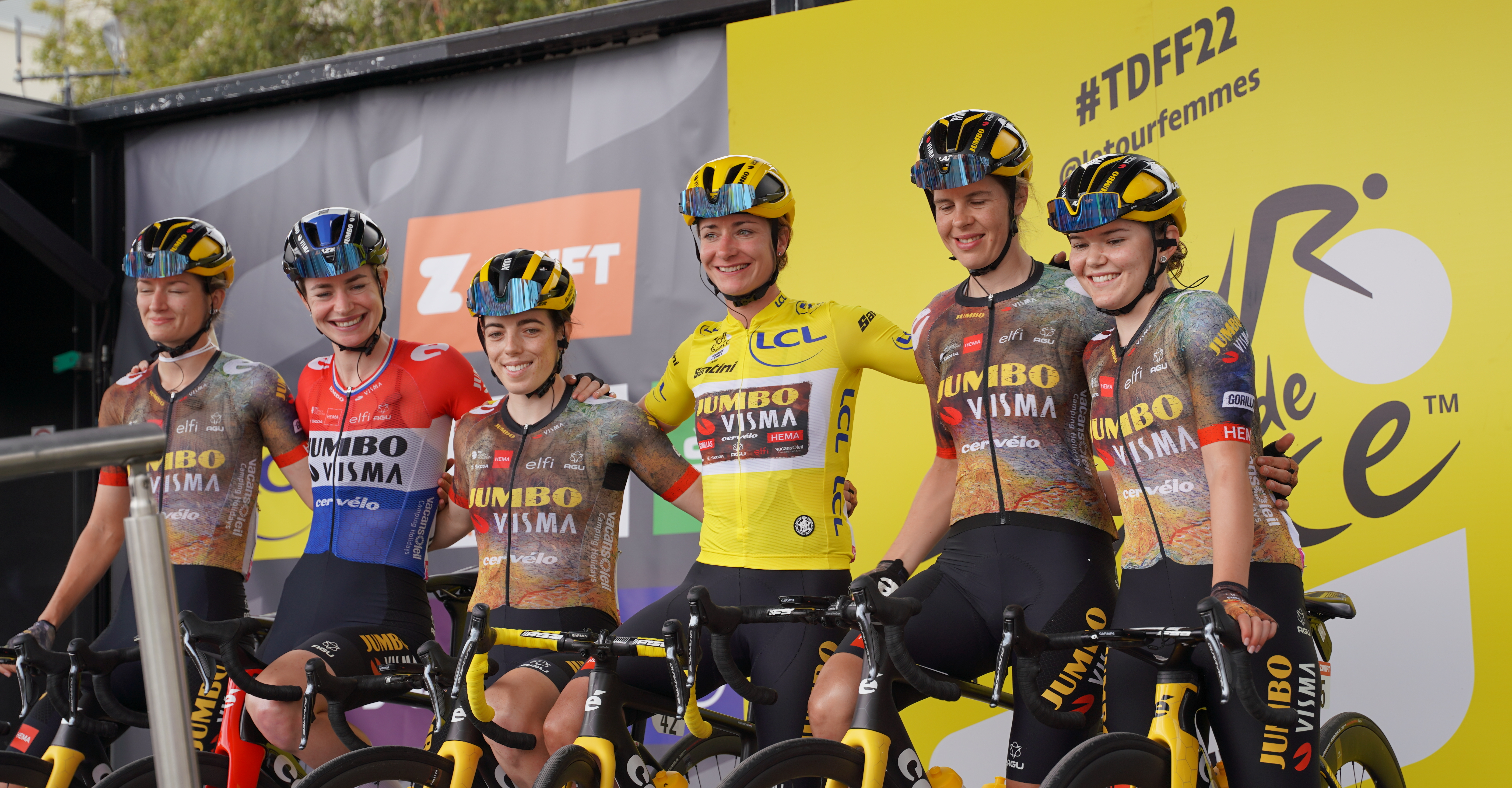
Au Tour de France

Au Tour de France Femmes, lors de la première étape, Marianne Vos est devancée au sprint par Lorena Wiebes. Lors de la deuxième étape, à l'approche du sprint intermédiaire de Provins, Maike van der Duin s'échappe seule. Elle est rapidement rejointe par Elisa Balsamo, Elisa Longo Borghini, Marianne Vos, Silvia Persico et Katarzyna Niewiadoma. Se groupe se dispute la victoire et Marianne Vos s'impose. Elle prend le maillot jaune. Le lendemain, les côtes provoquent une sélection importante. Un groupe de favorites dont Marianne Vos se joue la victoire. Katarzyna Niewiadoma lance de loin, Cecilie Uttrup Ludwig commence son sprint plus tard et dépasse Marianne Vos deuxième. Elle est cinquième de la quatrième étape, puis troisième du sprint de la cinquième étape. Elle gagne sur l'étape suivante au sprint. Dans la montagneuse septième étape, elle doit abandonnée son maillot jaune. Elle conserve néanmoins jusqu'à la fin le maillot vert du classement par points. Elle est aussi désignée super-combative.

### Août

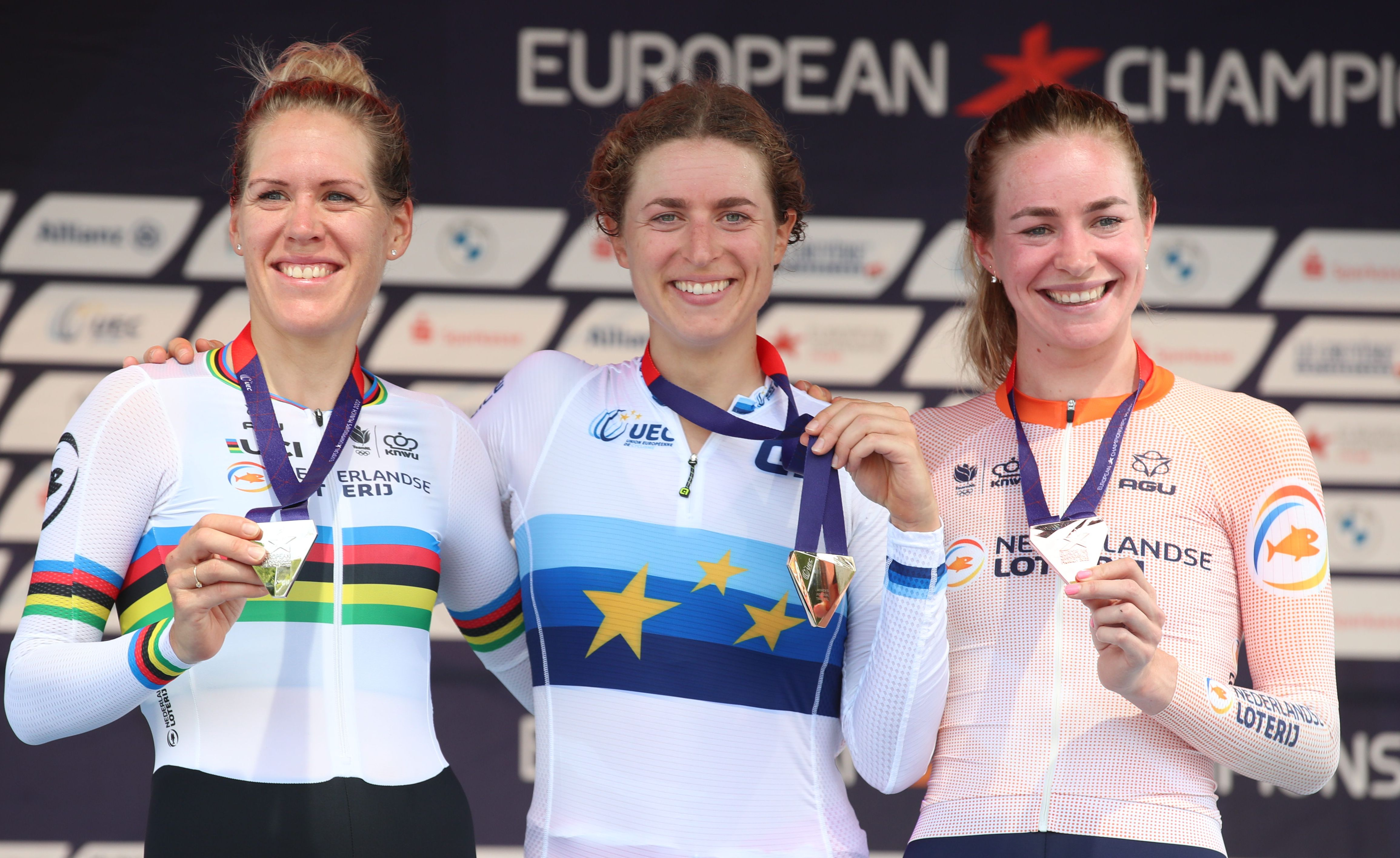
Riejanne Markus est troisième des championnats d'Europe du contre-la-montre

La formation est quatrième du contre-la-montre par équipes de l'Open de Suède Vårgårda. Sur la course en ligne, dans l'avant-dernier tour, Ellen van Dijk accélère, cela combinée à une attaque d'Audrey Cordon-Ragot, provoque la formation d'un groupe de tête d'environ vingt coureuses. À treize kilomètres de la ligne, la Française passe de nouveau à l'offensive. Elle est suivie par Marianne Vos, Valerie Demey et Pfeiffer Georgi. Vos et Cordon se relaient, tandis que Demey et Georgi restent dans les roues. Leur avance grandit néanmoins. Georgi attaque au kilomètre, mais Vos est vigilante. Au sprint, la Néerlandaise s'impose devant Audrey Cordon-Ragot. Près de trente minutes après l'arrivée, Marianne Vos apprend sa disqualification. Elle a en effet utilisé, certes très brièvement, une position sur le guidon interdite par le règlement UCI juste après la formation de l'échappée,.
Au Tour de Scandinavie, Marianne Vos remporte les trois premières étapes au sprint,,. Sur la quatrième étape, Alice Barnes attaque avec Alexandra Manly à onze kilomètres du but. Anouska Koster, Chloe Hosking, Laura Tomasi et Neve Bradbury reviennent sur la tête à trois kilomètres et demi de l'arrivée. Au sprint, Alexandra Manly se montre la plus véloce. Anouska Koster est cinquième. Elle se classe septième le lendemain après être restée longtemps au contact de Cecilie Uttrup Ludwig et Liane Lippert. Lors de l'ultime étape, Anouska Koster sort à cinq kilomètres de la ligne. Eller est reprise aux deux cents mètres. Marianne Vos gagne le sprint. Amber Kraak  est la meilleure grimpeuse de l'épreuve.
Aux championnats d'Europe, Riejanne Markus prend la médaille de bronze du contre-la-montre. 
Au Grand Prix de Plouay, dans la dernière côte avant le circuit final, le Stang Varric, Mavi Garcia et Amber Kraak attaquent. À trente-et-un kilomètres du but, elles sont rejointes par neuf autres coureuses. Aux dix kilomètres, Mavi Garcia accélère dans la côte de Rostervel. Chabbey, Sanguineti, Kraak, Brown, Vas parviennent à la suivre, Labous revient ensuite. Le reste du groupe refait la jonction au pied de la côte du Lezot. Kraak y attaque. Mavi Garcia contre. Chabbey, Kraak et Sanguineti sont dans sa roue. Un regroupement partiel a lieu. Garcia parvient ensuite à sortir avec Kraak. Cette dernière ne relaie pas et Garcia décide de stopper son effort. Plus loin, Mavi Garcia passe à l'offensive avec encore Kraak avec elle. Elles ne sont plus reprises. L'Espagnole gagne le sprint à deux.

### Septembre

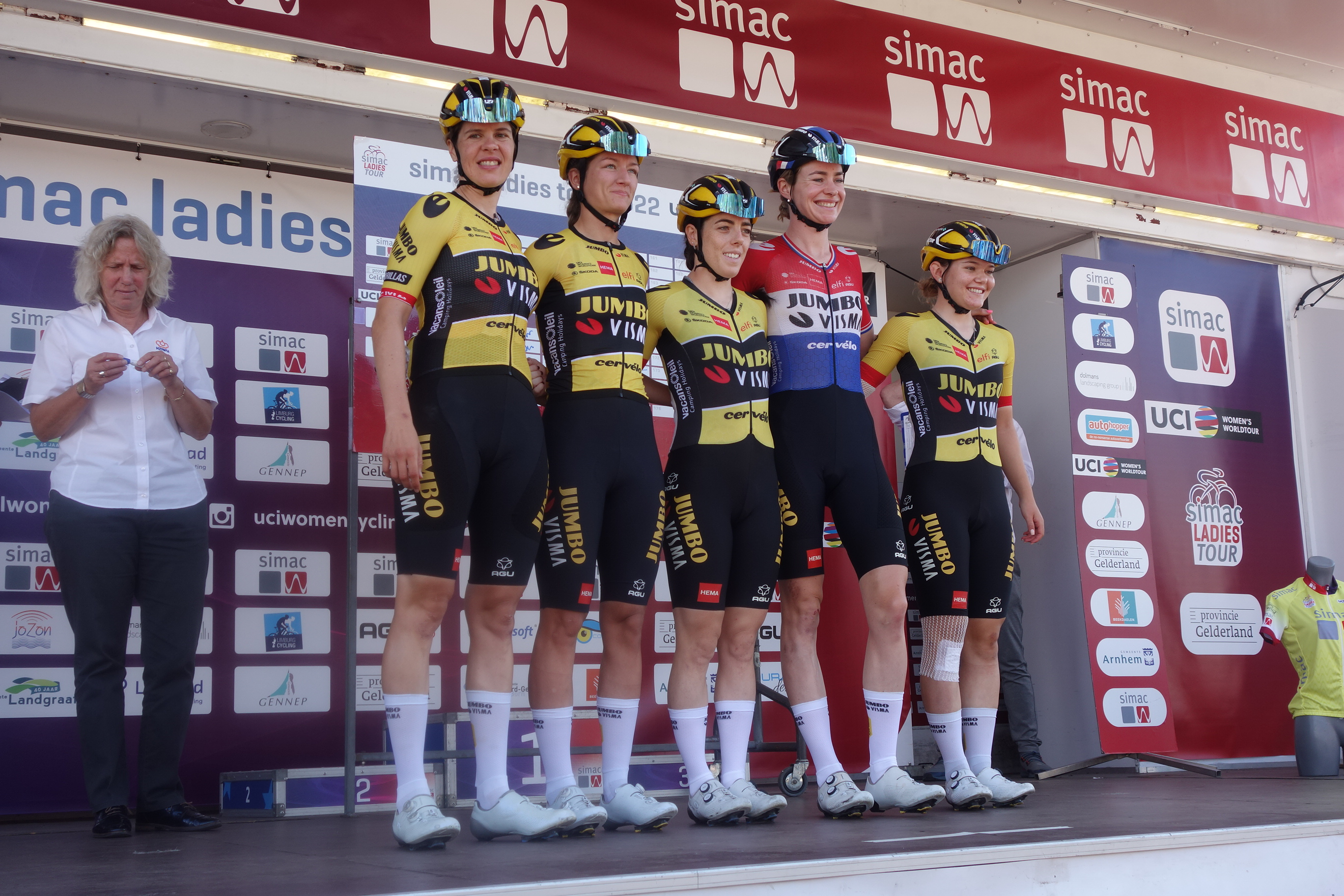
Équipe au Simac Ladies Tour

Au Simac Ladies Tour, Karlijn Swinkels est deuxième du sprint de la première étape. Le lendemain, elle prend la sixième place. Lors de la quatrième étape, Anna Henderson sort seule et revient sur Haaften dans la seconde ascension du Cauberg. Le Kruisberg provoque un scission dans le peloton. Julie Van de Velde y sort et revient sur la tête. Dans le dernier tour, Van Haaften est lâchée dans le Cauberg. Un regroupement général a lieu à six kilomètres de l'arrivée. Riejanne Markus attaque aux quatre kilomètres. Elle n'est pas reprise. Sur la contre-la-montre, elle prend la deuxième place seulement devancée par Audrey Cordon-Ragot. Karlijn Swinkels est septième. Sur l'ultime étape, Jumbo-Visma manœuvre pour mettre en difficulté Lorena Wiebes, mais sans succès. Karlijn Swinkels est cinquième du sprint. Elle est troisième du classement général devant Riejanne Markus. Anna Henderson est septième. Jumbo-Visma est la meilleure équipe.
Aux championnats du monde, Riejanne Markus est cinquième du relais où Annemiek van Vleuten chute dès les premiers mètres. Sur la course en ligne, à 25 kilomètres du terme, quand l'Italienne Elisa Longo Borghini et l'Allemande Liane Lippert s'échappent lors de l'avant-dernière montée du Mount Pleasant, Marianne Vos est en difficulté. Il en est de même au tour suivant. Elle se classe quatorzième.

## Victoires

### Sur route
| Victoires | Victoires                          | Victoires  | Victoires | Victoires       | Victoires |
| Date      | Course                             | Pays       | Classe    | Vainqueur       |           |
| --------- | ---------------------------------- | ---------- | --------- | --------------- | --------- |
| 29 avr.   | Prologue, Festival Elsy Jacobs     | Luxembourg | 2.Pro     | Anna Henderson  |           |
| 25 juin   | Championnat des Pays-Bas sur route | Pays-Bas   | CN        | Riejanne Markus |           |
| 2 juill.  | 3e étape du Tour d'Italie          | Italie     | 2.WWT     | Marianne Vos    |           |
| 6 juill.  | 6e étape du Tour d'Italie          | Italie     | 2.WWT     | Marianne Vos    |           |
| 25 juill. | 2e étape du Tour de France Femmes  | France     | 2.WWT     | Marianne Vos    |           |
| 29 juill. | 6e étape du Tour de France Femmes  | France     | 2.WWT     | Marianne Vos    |           |
| 9 août    | 1re étape du Tour de Scandinavie   | Danemark   | 2.WWT     | Marianne Vos    |           |
| 10 août   | 2e étape du Tour de Scandinavie    | Suède      | 2.WWT     | Marianne Vos    |           |
| 11 août   | 3e étape du Tour de Scandinavie    | Norvège    | 2.WWT     | Marianne Vos    |           |
| 14 août   | 6e étape du Tour de Scandinavie    | Norvège    | 2.WWT     | Marianne Vos    |           |
| 2 sept.   | 4e étape, Simac Ladies Tour        | Pays-Bas   | 2.WWT     | Riejanne Markus |           |

### En cyclo-cross
| Date        | Course                                   | Pays       | Classe | Vainqueur    |
| ----------- | ---------------------------------------- | ---------- | ------ | ------------ |
| 9 janvier   | Championnats des Pays-Bas de cyclo-cross | Pays-Bas   | CN     | Marianne Vos |
| 23 janvier  | Hoogerheide                              | Pays-Bas   | CDM    | Marianne Vos |
| 29 janvier  | Championnats du monde de cyclo-cross     | États-Unis | CM     | Marianne Vos |
| 26 novembre | Kortrijk                                 | Belgique   | C2     | Marianne Vos |

### Résultats sur les courses majeures

#### World Tour
| Date                | #  | Course                                                   | Pays        | Meilleure classée | Classement |
| ------------------- | -- | -------------------------------------------------------- | ----------- | ----------------- | ---------- |
| 5 mars              | 1  | Strade Bianche                                           | Italie      | Marianne Vos      | 7e         |
| 12 mars             | 2  | Tour de Drenthe                                          | Pays-Bas    | Jip van den Bos   | 9e         |
| 20 mars             | 3  | Trofeo Alfredo Binda-Comune di Cittiglio                 | Italie      | Coryn Labecki     | 6e         |
| 24 mars             | 4  | Trois Jours de La Panne                                  | Belgique    | -                 | -          |
| 27 mars             | 5  | Gand-Wevelgem                                            | Belgique    | Marianne Vos      | 2e         |
| 3 avril             | 6  | Tour des Flandres                                        | Belgique    | Marianne Vos      | 20e        |
| 10 avril            | 7  | Amstel Gold Race                                         | Pays-Bas    | Coryn Labecki     | 9e         |
| 16 avril            | 8  | Paris-Roubaix                                            | France      | Teuntje Beekhuis  | 14e        |
| 20 avril            | 9  | Flèche wallonne                                          | Belgique    | Anouska Koster    | 14e        |
| 24 avril            | 10 | Liège-Bastogne-Liège                                     | Belgique    | Anouska Koster    | 14e        |
| 13-15 mai           | 11 | Classique de Saint-Sébastien                             | Espagne     | -                 | -          |
| 19-22 mai           | 12 | Tour de Burgos                                           | Espagne     | -                 | -          |
| 27-29 mai           | 13 | RideLondon-Classique                                     | Royaume-Uni | Coryn Labecki     | 14e        |
| 6-11 juin           | 14 | The Women's Tour                                         | Royaume-Uni | Romy Kasper       | 27e        |
| 1-10 juillet        | 15 | Tour d'Italie                                            | Italie      | Anouska Koster    | 16e        |
| 24-31 juillet       | 16 | Tour de France                                           | France      | Romy Kasper       | 12e        |
| 6 août              | 17 | Contre-la-montre par équipes de l'Open de Suède Vårgårda | Suède       | Jumbo-Visma       | 4e         |
| 7 août              | 18 | Open de Suède Vårgårda                                   | Suède       | Karlijn Swinkels  | 14e        |
| 9-14 août           | 19 | Tour de Scandinavie                                      | Norvège     | Anouska Koster    | 7e         |
| 27 août             | 20 | Grand Prix de Plouay                                     | France      | Amber Kraak       | 2e         |
| 30 août-4 septembre | 21 | Simac Ladies Tour                                        | Pays-Bas    | Karlijn Swinkels  | 3e         |
| 7-11 septembre      | 22 | Ceratizit Challenge by La Vuelta                         | Espagne     | Amber Kraak       | 17e        |
| 7-9 octobre         | 23 | Tour de Romandie                                         | Suisse      | -                 | -          |

Marianne Vos est dix-septième du classement individuel. Jumbo-Visma est septième du classement par équipes.

#### Grands tours
| Grand tour            | Tour d'Italie        | Tour de France                               |
| --------------------- | -------------------- | -------------------------------------------- |
| Coureuse (classement) | Anouska Koster (16e) | Romy Kasper (12e)                            |
| Accessits             | 2 victoires d'étape  | 2 victoires d'étape et classement par points |

## Classement mondial
| Classement UCI | Classement UCI      | Classement UCI | Classement UCI |
| Coureuse       | Coureuse            | Pays           | Points         |
| -------------- | ------------------- | -------------- | -------------- |
| 24e            | Marianne Vos        | Pays-Bas       | 1337 pts       |
| 39e            | Karlijn Swinkels    | Pays-Bas       | 784.34 pts     |
| 40e            | Riejanne Markus     | Pays-Bas       | 780.67 pts     |
| 70e            | Anouska Koster      | Pays-Bas       | 455.34 pts     |
| 73e            | Amber Kraak         | Pays-Bas       | 443.34 pts     |
| 78e            | Coryn Labecki       | États-Unis     | 405 pts        |
| 86e            | Anna Henderson      | Royaume-Uni    | 374 pts        |
| 133e           | Romy Kasper         | Allemagne      | 235.67 pts     |
| 144e           | Noemi Rüegg         | Suisse         | 213 pts        |
| 228e           | Jip van den Bos     | Pays-Bas       | 123 pts        |
| 236e           | Linda Riedmann      | Allemagne      | 118.34 pts     |
| 548e           | Teuntje Beekhuis    | Pays-Bas       | 40 pts         |
| 574e           | Carlijn Achtereekte | Pays-Bas       | 38.34 pts      |
| 1148e          | Aafke Soet          | Pays-Bas       | 4.67 pts       |

Jumbo-Visma est dixième du classement par équipes.